# Marco Manílio Vopisco
Marco Manílio Vopisco (em latim: Marcus Manilius Vopiscus) foi um senador romano nomeado cônsul sufecto para o período entre julho a outubro de 60 com Caio Veleio Patérculo. Públio Manílio Vopisco, poeta, amigo do imperador Domiciano e pai de Públio Manílio Vopisco Viciniliano, cônsul em 114, era seu filho.
Sêneca menciona que um cometa apareceu durante seu consulado e que pode ser o mesmo citado por Tácito para o ano de 60: "Durante o primeiro reinado de Nero, um cometa brilhou, e o povo acredita que ele anuncia uma troca de governo".